# Rodrigo Otañez
Rodrigo Aníbal Otañez Licona (Tijuana Baja California, 19 de abril de 1991) es un empresario político mexicano, fue miembro del Partido de Baja California (PBC) de 2014 a 2021. Ese mismo año se unió a Movimiento Ciudadano. Ha desempeñado diversos cargos, fue diputado local por el IX distrito en el Congreso del Estado de Baja California.

## Formación académica
Rodrigo Otañez es Licenciado en Negocios Internacionales, cursó la carrera en CETYS Universidad campus Tijuana y cuenta con la acreditación de Economía Global de la Universidad Mayor de Santiago, Chile. 
Participó durante un año en un intercambio de jóvenes Rotario en la ciudad de Lublin, Polonia.

## Carrera política
- Desarrolló el cargo de secretario juvenil en el Partido de Baja California desde el año 2014 hasta el año 2019.
- Se desempeñó como secretario particular del entonces senador y exgobernador de Baja California, Ernesto Ruffo Appel, del año 2017 al año 2018.
- Desde 2019 hasta 2021, se desempeñó como diputado local en el Congreso del Estado de Baja California y como presidente de la Comisión de Desarrollo Económico del mismo.

## Aportes a la política local
Rodrigo Otañez participó y fue parte fundamental del amparo colectivo en la frontera, donde hasta el día de hoy se formó el amparo colectivo más grande en la historia moderna de México con más de 58, 000 firmantes. En conjunto con líderes empresariales y sociales de la región, sostuvieron una batalla contra el gobierno de Enrique Peña Nieto al aumentar el Impuesto sobre el Valor Agregado (IVA) en la frontera norte de México.

## Candidatura a diputación local
En el proceso electoral de 2019, Rodrigo Otañez se registró como candidato a diputado local por el Partido de Baja California en el distrito IX local, logrando una votación histórica para el PBC y accediendo a la diputación local.
Como legislador local, ha sido inicialista de la ley de movilidad estatal, ha reformado diversos artículos para beneficiar la competitividad de la región y atraer inversiones y se ha caracterizado por ser una oposición responsable votando en contra de la llamada Ley Bonilla 2. En 2021 fue candidato por el mismo distrito, sin embargo no logró la mayoría de votos.